# Cormackovo hašování
Cormackovo hašování (nebo Cormackovo hashování nebo Cormackovo hešování) je jednou z metod dokonalého hašování. Dnes se používá například pro uspořádávání a vyhledávání položek na externích médiích v některých aplikacích (například slovníky, které nemají databázi slov na disku, ale na CD nosiči). Je založeno na existenci primární hašovací funkce {\displaystyle h(k)}, a celé třídy sekundárních hašovacích funkcí {\displaystyle h_{i}(k,r)}. Funkce {\displaystyle h(k)} musí mít obor hodnot roven velikosti adresáře.
Položky jsou ukládány do primárního souboru (pevné velikosti) způsobem, který bude popsán za pomoci adresáře (také pevné velikosti). Protože je i primární soubor i adresář pevné velikosti, řadí se Cormacovo hašování do tzv. statických metod hašování.
Primární soubor si jde představit jako pole pevné velikosti. Adresář vypadá následujícím způsobem:
| \| pozice \| p \| i \| r \| \| ------ \| - \| - \| - \| \| 1 \| \| \| \| \| 2 \| \| \| \| \| ... \| \| \| \| \| j \| \| \| \| \| ... \| \| \| \| | Význam položek p je odkaz do primárního souboru i značí kolikátá hašovací funkce byla použita a r označuje počet položek v primárním souboru, na které se odkazuje p pozice je index položky v adresáři. |   |   |
| pozice | p | i | r |
| 1 | |   |   |
| 2 | |   |   |
| ... | |   |   |
| j | |   |   |
| ... | |   |   |

## Příklad 1
| pozice | p | i | r |
| ------ | - | - | - |
| 1      | 1 | 2 | 3 |
| 2      |   |   |   |
| ...    |   |   |   |
| j      |   |   |   |
| ...    |   |   |   |

| pozice | hodnota |
| ------ | ------- |
| 0      | 4       |
| 1      | 5       |
| 2      | 6       |
| 3      |         |
| 4      |         |
| 5      |         |
| ...    |         |

Tato situace nám popisuje, že v primárním souboru jsou uloženy 3 (r == 3) položky, všechny v jednom bloku (vede na ně jen jeden pointer p), které jdou od sebe rozlišit hašovací funkcí číslo 2 (i == 2) a první z těchto položek je v primárním souboru na pozici 1 (p == 1).

## Jak funguje vkládání
Pokud přidáváme položku s klíčem k, nejprve spočteme {\displaystyle h(k)}. Pokud je Adresář[{\displaystyle h(k)}].r == 0, provedeme následující akce
- Adresář[{\displaystyle h(k)}].r = 1
- Adresář[{\displaystyle h(k)}].i = {\displaystyle \heartsuit } (Pozor, ne 0)!
- V primárním souboru na první volnou pozici s adresou pnew umístíme ukládanou položku
- Adresář[{\displaystyle h(k)}].p = pnew

Pokud je Adresář[{\displaystyle h(k)}].r != 0, provedeme následující akce
- Adresář[{\displaystyle h(k)}].r = Adresář[{\displaystyle h(k)}].r +1
- Najdeme nejmenší i takové, že {\displaystyle h_{i}(k,r)} je různé pro nově vkládanou položku a pro všechny položky v datovém bloku příslušném pointeru Adresář[{\displaystyle h(k)}].p
- Adresář[{\displaystyle h(k)}].i = i

- V primárním souboru na první volnou a dostatečně velkou pozici s adresou pnew umístíme ukládanou položku a všechny položky z bloku Adresář[{\displaystyle h(k)}].p v pořadí, které určí klíč sekundární hašovací funkce {\displaystyle h_{i}(k,r)}
- Adresář[{\displaystyle h(k)}].p = pnew

## Příklad 2
Zvolme velikost adresáře M=7.
Potom {\displaystyle h(k)} navrhneme ve tvaru 

{\displaystyle h(k)=k\quad mod\quad M};

{\displaystyle h_{i}(k,r)=(k<<i)\quad mod\quad r}, pro případ r je mocninou 2; 

{\displaystyle h_{i}(k,r)=(k\quad xor\quad i)\quad mod\quad r}, jinak.

({\displaystyle <<i} značí bitový posun vlevo o i bitů)
Postupně budeme přidávat do prázdného souboru položky 6, 3, 13.
{\displaystyle h(6)=6,h(3)=3}, přidání je tedy triviální a struktury mají po přidání prvních dvou tento tvar.
| pozice | p | i                           | r |
| ------ | - | --------------------------- | - |
| 0      |   |                             |   |
| 1      |   |                             |   |
| 2      |   |                             |   |
| 3      | 1 | {\displaystyle \heartsuit } | 1 |
| 4      |   |                             |   |
| 5      |   |                             |   |
| 6      | 0 | {\displaystyle \heartsuit } | 1 |

| pozice | hodnota |
| ------ | ------- |
| 0      | 6       |
| 1      | 3       |
| 2      |         |
| 3      |         |
| 4      |         |
| 5      |         |
| ...    |         |

Potom se pokusíme přidat 13. {\displaystyle h(13)=6}, což už je obsazeno.
Zaktualizujeme Adresář[6].r na 2, a najdeme čím je Primární soubor na pozici Adresář[6].p obsazen - (položkou s klíčem 6), a hledáme první sekundární funkci, která tyto klíče rozliší. To je {\displaystyle h_{0}}, protože {\displaystyle h_{0}(6,2)=0}, a {\displaystyle h_{0}(13,2)=1}.
Takže po vložení 13 budou struktury vypadat následujícím způsobem:
| pozice | p | i                           | r |
| ------ | - | --------------------------- | - |
| 0      |   |                             |   |
| 1      |   |                             |   |
| 2      |   |                             |   |
| 3      | 1 | {\displaystyle \heartsuit } | 1 |
| 4      |   |                             |   |
| 5      |   |                             |   |
| 6      | 2 | 0                           | 2 |

| pozice | hodnota |
| ------ | ------- |
| 0      |         |
| 1      | 3       |
| 2      | 6       |
| 3      | 13      |
| 4      |         |
| 5      |         |
| ...    |         |

## Jak funguje vyhledávání
- spočteme {\displaystyle h(k)}.
- podle Adresář[{\displaystyle h(k)}].r se buď podíváme na přímo příslušné místo do primárního souboru, nebo spočteme příslušnou (Adresář[{\displaystyle h(k)}].i) sekundární hašovací funkci, najdeme příslušný blok a v něm příslušnou položku.

Další často používanou sekundární funkcí je funkce
{\displaystyle h_{i}(k,r)=(k\quad mod\quad (2i+100r+1))\quad mod\quad r}
Předpokládá se, že {\displaystyle k<<2i+100r+1}.

## Pseudokód
Zadefinujeme si ještě nějaké datové položky:
```
typedef
 
struct
 
{
int
 
p
;
 
int
 
i
;
 
int
 
r
;}
 
head_1
;

typedef
 
struct
 
{
int
 
k
;
 
int
 
v
;}
 
body_1
;

head_1
 
*
head
 
=
 
new
 
head_1
[
s
];

body_1
 
*
body
 
=
 
new
 
body_1
[];

```

## Vyhledávání
```
int
 
h
(
int
 
k
,
 
int
 
s
)
 
{}

int
 
hi
(
int
 
i
,
 
int
 
k
,
 
int
 
r
)
 
{}

bool
 
find
(
int
 
k
,
 
int
 
*
v
)
 
{

    
j
 
=
 
h
(
k
,
 
s
);

    
if
 
(
head
[
j
].
r
 
==
 
0
)
 
return
 
false
;

    
else
 
{

        
body_1
 
*
p
 
=
 
body
[
head
[
j
].
p
 
+
 
hi
(
head
[
j
].
i
,
 
k
,
 
head
[
j
].
r
)];

        
if
 
(
p
->
k
 
!=
 
k
)
 
return
 
false
;

        
else
 
{
*
v
 
=
 
p
->
v
;
 
return
 
true
;}

    
}

}

```

## Vkládání
Je trošku složitější, C-like algoritmus není kompletní, ale je názorný:
```
int
 
free
(
int
 
size
)
 
{
 
/* najde volné místo v primárním souboru s velikostí size */
 
}

bool
 
insert
(
body_1
 
d
)
 
{

    
j
=
h
(
d
.
k
,
 
s
);

    
if
 
(
head
[
j
].
r
==
0
)
 
{
 
// pro daný klíč ještě nemáme alokovaný blok

        
int
 
p
=
free
(
1
);

        
body
[
p
].
k
=
d
;

        
head
[
j
].
p
=&
body
[
p
];
 
head
[
j
].
i
=
0
;
 
head
[
j
].
r
=
1
;

    
}
 
else
 
{

        
// Jestli už je hodnota d.k v množine head[j].p - head[j].p+head[j].r, vrať false

        
// Najdi volné místo pro (head[j].r+1) prvků

        
// Najdi i takové, aby hašovací funkce hi vrátila pro každý z prvků (původní blok+d) různou adresu

        
// Přemísti prvky ze starého umístění na nové, zapiš nový prvek

        
// Oprav adresář

    
}

}

```